# La Couture-Boussey
La Couture-Boussey ist eine französische Gemeinde mit 2.301 Einwohnern (Stand: 1. Januar 2022) im Département Eure in der Region Normandie. Sie gehört zum Arrondissement Évreux und zum Kanton Saint-André-de-l’Eure. Die Bewohner werden Couturiots und Couturiottes genannt.

## Geografie
La Couture-Boussey liegt im östlichen Teil des Départements Eure, 68 Kilometer westlich von Paris. Umgeben wird La Couture-Boussey von den Nachbargemeinden Epieds und Neuilly im Norden, Garennes-sur-Eure im Nordosten, Ivry-la-Bataille im Osten, Ézy-sur-Eure im Süden, Mouettes im Westen und Südwesten, Mousseaux-Neuville im Westen sowie Serez im Nordwesten.

## Geschichte
1844 wurde die bis dahin eigenständige Kommune Boussey der Gemeinde La Couture angeschlossen.
Die Gemeinde erhielt 2022 die Auszeichnung „Zwei Blumen“, die vom Conseil national des villes et villages fleuris (CNVVF) im Rahmen des jährlichen Wettbewerbs der blumengeschmückten Städte und Dörfer verliehen wird.

### Einwohnerentwicklung
| Jahr      | 1962 | 1968 | 1975 | 1982  | 1990  | 1999  | 2006  | 2012  | 2020  |
| --------- | ---- | ---- | ---- | ----- | ----- | ----- | ----- | ----- | ----- |
| Einwohner | 880  | 907  | 966  | 1.533 | 1.724 | 1.957 | 2.159 | 2.305 | 2.315 |

## Kultur und Sehenswürdigkeiten

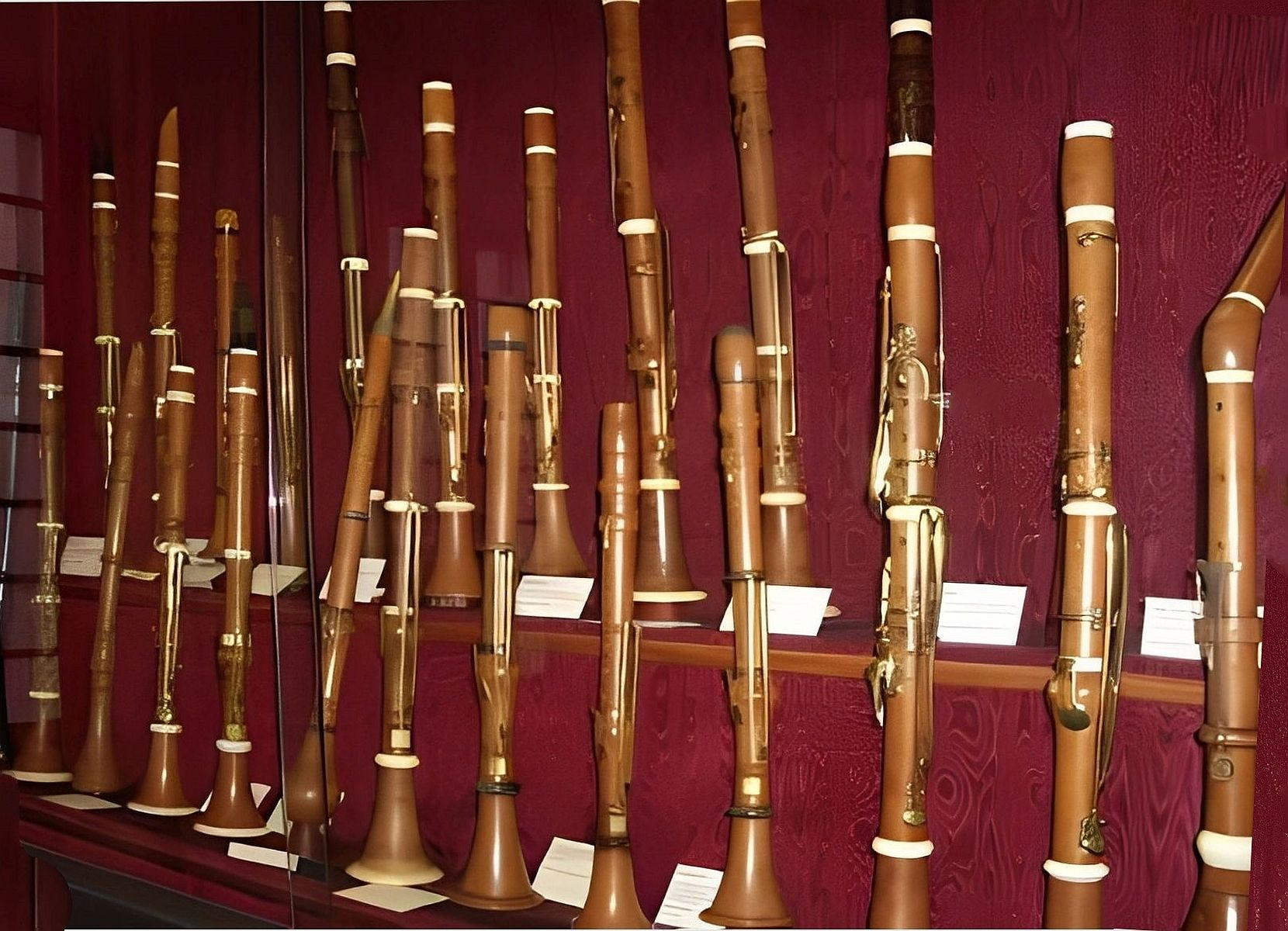
Musikinstrumente im Blasinstrumentemuseum

- Blasinstrumentemuseum aus dem Jahre 1888

## Persönlichkeiten
- Jean-Claude Briavoine (* 1934),  ehemaliger französischer Autorennfahrer und Rallye-Raid-Pilot, geboren in La Couture-Boussey
- Louis Lot (1807–1896), Instrumentenbauer (vor allem Flöten), geboren in La Couture